# Frostius pernambucensis
Frostius pernambucensis is een kikker uit de familie padden (Bufonidae). De soort werd voor het eerst wetenschappelijk beschreven door Werner C.A. Bokermann in 1962. Oorspronkelijk werd de wetenschappelijke naam Atelopus pernambucensis gebruikt. Het is een van de twee soorten uit het geslacht Frostius.
De soort komt voor in delen van Zuid-Amerika en leeft endemisch in Brazilië. De kikker is alleen in de noordoostelijke kuststreek aangetroffen tot een hoogte van 800 meter boven zeeniveau. De pad is bodembewonend en leeft in bromelia's, zowel op de bodem als op enige hoogte. De bromelia's spelen een rol bij de voortplanting; de kikkervisjes groeien erin op.
Er is verder weinig bekend over de pad, in de streken waar de soort voorkomt is deze nog algemeen.